# Tom Goegebuer
Tom Goegebuer (ur. 27 marca 1975 w Gandawie) – belgijski sztangista, mistrz Europy.
Największym jego sukcesem jest mistrzostwo Europy w Bukareszcie zdobyte w 2009 roku w kategorii do 56 kg.